# AZFinText
Cet article peut avoir été édité par une personne ayant un lien étroit avec son sujet ; il faut le réécrire dans un article avec un point de vue neutre. Si vous êtes étroitement lié au sujet de cet article, veuillez le déclarer sur sa page de discussion. (mars 2025)
 (mars 2025).
Arizona Financial Text System (AZFinText) est un système de prédiction financière quantitatif basé sur des textes, élaboré par Robert P. Schumaker de l'Université du Texas à Tyler et Hsinchun Chen de l'Université d'Arizona.

## Système
Ce système diffère d'autres systèmes en ce qu'il utilise le texte financier comme l'un de ses moyens clés pour prévoir les mouvements des cours boursiers. Cela réduit le problème de décalage temporel de l'information, présent dans de nombreux systèmes similaires où de nouvelles informations doivent être transcrites (par exemple, une coûteuse bataille judiciaire ou un rappel de produit) avant que le quant ne réagisse de manière appropriée. AZFinText surmonte ces limitations en utilisant les termes des articles de presse financière pour prévoir l'évolution future du cours vingt minutes après la publication de l'article.
On considère que certains termes d'article peuvent faire fluctuer le cours des actions plus que d'autres. Des termes comme factory exploded ou workers strike ont un effet négatif sur les cours, tandis que des termes comme earnings rose ont tendance à faire grimper les prix.
Lorsqu'un expert en trading perçoit certains termes, il réagit de manière relativement prévisible. AZFinText exploite les opportunités d'arbitrage qui apparaissent lorsque les experts en investissement réagissent de manière excessive ou insuffisante à certaines actualités. En analysant les dernières nouvelles financières et en se concentrant sur des parties spécifiques du discours, la sélection de portefeuille, la pondération des termes et même le sentiment des articles, le système AZFinText devient un outil puissant et représente une approche radicalement différente de la prévision du marché boursier.

## Aperçu de la recherche
La base d'AZFinText se trouve dans l'article publié par l'ACM TOIS. Dans cet article, les auteurs testent différents modèles de prévision et diverses représentations textuelles linguistiques. À partir de ce travail, on constate que l'utilisation des termes de l'article et du prix de l'action au moment de la publication est le modèle le plus efficace, et que l'utilisation des noms propres est la technique de représentation textuelle la plus performante. En combinant les deux, AZFinText réalise un rendement de trading de 2,84% sur la période d'étude de cinq semaines.
AZFinText s'étend ensuite pour étudier quelle combinaison d'organisations homologues l'aide à mieux s'entraîner. En se fondant sur l'hypothèse que IBM a plus de points communs avec Microsoft qu'avec GM, AZFinText étudie l'effet de divers ensembles de formation basés sur des pairs. Pour ce faire, AZFinText s'entraîne sur les différents niveaux du GICS et évalue les résultats. On observe que la formation au niveau du secteur est la plus efficace, avec un rendement de trading de 8,50%, dépassant Jim Cramer, Jim Jubak et DayTraders.com pendant la période étudiée. AZFinText se compare aussi aux 10 meilleurs systèmes quantitatifs et en surpasse 6.
Une troisième étude se penche sur le rôle de la construction de portefeuille dans un système de prévision financière textuelle. Dans cette étude, des portefeuilles d'actions Momentum et Contrarian se créent et se testent. En se fondant sur l'hypothèse que les actions gagnantes passées continuent à gagner et que les actions perdantes passées continuent à perdre, AZFinText réalise un rendement de 20,79% pendant la période étudiée. On note également que les traders réagissent généralement de manière excessive aux événements, créant ainsi l'opportunité de rendements anormaux.
Une quatrième étude s'intéresse à l'utilisation du sentiment de l'auteur comme variable prédictive supplémentaire. En se fondant sur l'idée qu'un auteur peut influencer involontairement les transactions du marché simplement par les termes qu'il emploie, AZFinText est testé en utilisant des caractéristiques de tonalité et de polarité. On constate une activité contrariante sur le marché, où les articles au ton positif entraînent une baisse de prix et ceux au ton négatif entraînent une hausse.
Une étude supplémentaire recherche quels verbes d'article exercent la plus grande influence sur le cours des actions. À partir de ce travail, on observe que les verbes planted, announcing, front, smaller et crude exercent l'impact positif le plus fort sur le cours des actions.

## Notoriété notable
AZFinText fait l'objet de discussions dans de nombreux médias. Parmi les plus remarquables figurent The Wall Street Journal, MIT Technology Review, Dow Jones Newswire, WBIR à Knoxville, TN, Slashdot et d'autres médias.